# Re:LIVE
『Re:LIVE』（リ・ライブ）は、関ジャニ∞の楽曲。2020年8月19日にINFINITY RECORDSから44枚目のシングルとして発売された。

## 概要
- 前作『友よ』から約9か月振りのリリース。
- CDは初回限定盤、期間限定盤A・B[注 2]、通常盤の4形態で発売。
- 表題曲「Re:LIVE」は、外出自粛期間に、会えない時だからこそ、とeighter[注 3]と歌詞を作っていった、「絆」や「つながり」をテーマに共に作成した楽曲となっている[10]。
  - 同曲は、2020年4月29日から始まった自身のファンクラブ内動画コンテンツ『関ジャニ∞TV』で実施された企画「Re:LIVE Project」にて制作された楽曲である。
    - 同曲の1番の歌詞を関ジャニ∞が書き、それを元にeighterから2番以降の歌詞に用いる、歌詞やエピソード等を募集し、そこで集まったものを元に、2番のAメロを大倉忠義、Bメロを丸山隆平、サビ前半を村上信五、サビ後半を横山裕、Dメロを安田章大とリレー形式で作詞を行った[12]。
    - 尚、あくまで歌詞として使われる"エピソード"等を募集しているのであって、実際は関ジャニ∞が全て作詞を担当しているが、作詞のクレジットはファンとの共作の意を込めて「Eight × Eighter」名義となっている。
    - 同プロジェクトの映像は、後述の本作初回限定盤の特典映像に一部収録されている。

  - 同曲は、大阪府内各所で流れ、前向きに頑張る人々へ向けた、公益財団法人大阪観光局が推進する「がんばろう日本!We are OSAKA」のテーマソングとして起用された[13]。
  - 同曲は、2020年8月19日から放送開始された、公益財団法人大阪観光局『#イマデキ』のテレビCMソングとしても起用された[14]。
    - 自身の楽曲がCMソングとして起用されるのは、2016年に起用された大塚製薬『オロナミンC』のCMソング「background」以来約4年振りである。

  - 2020年8月4日、自身の公式サイトにて同曲のミュージック・ビデオが公開された[15]。
  - 同年9月11日、同曲のミュージック・ビデオの「#わたしのRe ver.」が公開された[16][17]。
    - 同MVは、本作のリリース記念として、同年8月19日から9月2日まで開催された、同曲のMVに登場する付箋をモチーフに、今夏もう一度○○したことやしたかったことを募集し、特設サイト内にある付箋をダウンロードして用い、TwitterまたはInstagramに投稿するという「#わたしのRe」キャンペーン[18]で募集した付箋とメンバー5人が制作した付箋を用い、新バージョンのMVを「#わたしのRe ver.」と題し、同キャンペーン特設サイトにて公開された[17]。
    - 尚、同MVは、メンバーの新録の映像は無く、集まった付箋の映像と、同曲の既存のMVで使用されているカットを編集したものとなっている。

  - 同年11月1日、自身が設立した自主レーベル『INFINITY RECORDS』の親会社である『J Storm』の公式YouTubeチャンネルが開設され、同曲のミュージック・ビデオが公開された[19][20]。
    - YouTubeに自身のMVが公開されるのは初である。

  - 2021年9月23日、同曲のライブ映像が公開された[21]。
    - 同映像は、同曲が収録される10thアルバム『8BEAT』の初回限定 -Road to Re:LIVE- 盤に収録された無観客シークレットライブ『8BEAT SECRET LIVE』と同じ会場で、今回の為に撮り下ろされた映像となっている[21]。
- カップリング「歓喜の舞台」は、『フジテレビ系スポーツ情熱ソング』として書き下ろされた楽曲[22]。
  - 同曲は、フジテレビ系『村上信五∞情熱の鼓動』のテーマソングとして起用された[23]。
  - 同曲は、フジテレビ系『FNS27時間テレビ にほんのスポーツは強いっ!』のテーマソングとしても起用された[24]。

- 本作から、自身が過去にリリースした楽曲を新たに5人の歌声でアップデートするプロジェクト『Re:8EST Project』を開始[10]。
  - 同プロジェクトの第1弾として、28thシングル「オモイダマ」と33rdシングル「前向きスクリーム!」を『Re:8EST edition』で収録[10]。
  - 通常盤のみ収録。
- 初回限定盤・期間限定盤Bには特典DVD、期間限定盤Aには特典Blu-rayを付属。
  - 初回限定盤には、表題曲「Re:LIVE」のミュージック・ビデオと同MVのメンバー5人それぞれのソロアングル、更に、同曲が出来るまでを綴った、MVのメイキングを含んだ37分のドキュメント映像「『Re:LIVE Project』Document」を収録[10]。
  - 期間限定盤Aには、自身のライブツアー『関ジャニ∞ 47都道府県ツアー UPDATE』等、5人体制以降の関ジャニ∞に密着した3時間25分のドキュメント映像「20/47 Complete Document」を収録[10]。
    - 同映像は、同ツアーの内、3月11日の島根公演からツアー最終日である4月29日の沖縄公演までの全27公演が、新型コロナウイルス「COVID-19」の感染拡大のため中止となった為、ツアーを行うことが出来た初日の2019年11月6日の大阪公演から2020年2月14日の徳島公演までの全20公演のツアードキュメント映像となっている[10]。
    - 自身のCD作品としては、初めて特典にBlu-ray Discが付属した。

  - 期間限定盤Bには、前述のライブツアー『関ジャニ∞ 47都道府県ツアー UPDATE』のライブ映像を2公演分収録[10]。
    - 同ツアーでは、会場の広さや1日に2県を跨ぐ公演がある等、楽器の搬入の都合上、セットリストをバンドを取り入れた「バンドバージョン」と、バンドを取り入れずにダンス曲をメインにした「ダンスバージョン」の大まかに2形態に分けており、その内、Disc1にはバンドバージョンの愛媛公演（2020年1月11日／西予市宇和文化会館大ホール）を、Disc2にはダンスバージョンである高知公演（2020年1月12日／須崎市立市民文化会館）の模様が収録されている[10]。

  - 本作の特典映像の時間を合計すると、7時間41分50秒となる為、自身のシングル作品に収録される特典映像の中で一番長い合計収録時間となった。
- 2020年8月18日 - 23日、本作の全形態に封入されている、自身のスマートフォン向けアプリ『関ジャニ∞アプリ』用のシリアルコードを特設サイトに入力することで、全6種類の「関ジャニ∞ おすし壁紙」をシリアルコード1つにつき1枚ダウンロード出来るキャンペーンが実施された[25]。
- 2024年1月1日、デビュー20周年を記念し、過去にリリースされた全楽曲が各種音楽ダウンロードサービス、サブスクリプションサービスで配信されることに伴い、本作の配信も開始された[26][27][28]。
- 2025年7月9日、表題曲「Re:LIVE」を原案としたコミカライズ作品『Re:LIVE』が各電子書店にて配信された[29][30][31]。

### 各形態概要
| 曲名                                | 形態 | 形態  | 形態  | 形態 |
| 曲名                                | 初回 | 期間A | 期間B | 通常 |
| ----------------------------------- | ---- | ----- | ----- | ---- |
| 歓喜の舞台                          | ×    | ×     | ×     | ○    |
| オモイダマ -Re:8EST edition-        | ×    | ×     | ×     | ○    |
| 前向きスクリーム! -Re:8EST edition- | ×    | ×     | ×     | ○    |

| 特典内容                                 | 形態                    |
| ---------------------------------------- | ----------------------- |
| 関ジャニ∞ おすし壁紙                     | 全形態                  |
| 特典DVD（詳細は「#特典映像」を参照）     | 初回限定盤・期間限定盤B |
| Re:LIVEオリジナル・クリアケース仕様      | 初回限定盤・期間限定盤B |
| 特典Blu-ray（詳細は「#特典映像」を参照） | 期間限定盤A             |
| Re:LIVEオリジナル・クリアケース仕様      | 期間限定盤A             |

## 販売形態
- 発売日：2020年8月19日
  - 初回限定盤（JACA-5844~5845：CD+DVD）
    - Re:LIVEオリジナル・クリアケース仕様

  - 期間限定盤A：20/47ツアードキュメント盤（JACA-5846~5847：CD+Blu-ray）
    - Re:LIVEオリジナル・クリアケース仕様

  - 期間限定盤B：20/47ツアーライブ盤（JACA-5848~5850：CD+2DVD）
    - Re:LIVEオリジナル・クリアケース仕様

  - 通常盤（JACA-5851：CD）
- 発売日：2024年1月1日
  - 配信作品
    - デビュー20周年を記念した音楽ダウンロードサービスおよびサブスクリプションサービスでの配信[26][27][28]。

## チャート成績

### シングルチャート順位
- オリコンチャート
  - 初日224,849枚を売り上げ、2020年8月18日付の「デイリーCDシングルランキング」で初登場1位を獲得した。
    - 自身の歴代初日売上で最高記録を更新した。

  - 初週325,888枚を売り上げ、2016年8月31日付の「オリコン週間 CDシングルランキング」で週間1位を獲得した[1]。
    - 31作連続、通算39作目のシングル1位となった[1]。
    - 初週売上が30万枚を上回るのは、27thシングル『キング オブ 男!』以来17作振り、通算4作目となる[1]。
    - 自身が立ち上げた自主レーベル『INFINITY RECORDS』発足後に発売されたシングルの初週売上枚数が、30thシングル『言ったじゃないか/CloveR』の27.1万枚[32]を超え歴代1位となった。

  - 初週325,888ptを記録し、2020年8月31日付の「オリコン週間 合算シングルランキング」で週間1位を獲得した[2]。
  - 累計339,925枚を売り上げ、2020年8月度「オリコン月間 CDシングルランキング」で月間2位を獲得した[3]。
  - 累計351,054枚を売り上げ、2020年度「オリコン年間 CDシングルランキング」で年間14位を獲得した[4]。
- Billboard JAPAN
  - 初週334,392枚を売り上げ、2020年8月26日公開の「Billboard JAPAN Top Singles Sales」で週間1位を獲得した[6]。
  - 2020年度「Billboard Japan Top Singles Sales Year End」で年間15位を獲得した[7]。
- タワーレコード
  - 2020年度「2020ベストセラーズ 邦楽シングル」で年間10位を獲得した[8]。

### 各曲チャート順位
- Billboard JAPAN
  - 初週28,859ptを記録し、2020年8月26日公開の「Billboard Japan Hot 100」で表題曲「Re:LIVE」が週間1位を獲得した[5]。

### ミュージック・ビデオ
- 2020年11月1日に表題曲「Re:LIVE」のミュージック・ビデオが公開され[20]、翌2021年2月14日に同MVの総再生回数が100万回を突破。以降、2022年4月25日に200万回を突破した。

## 収録曲

### CD
※「歓喜の舞台」以降、通常盤・配信作品のみ収録。
1. Re:LIVE - [4:28]
作詞：Eight × Eighter[注 3][注 5]
作曲：zero-rock
編曲：大西省吾
  - 公益財団法人大阪観光局「がんばろう日本!We are OSAKA」テーマソング[13]
  - 公益財団法人大阪観光局『#イマデキ』CMソング[14]
  - 関ジャニ∞自身で制作した楽曲。
  - 2020年11月1日に同曲のMVがYouTubeにて公開された[20]。
2. 歓喜の舞台 - [4:23]
作詞・作曲：GAKU
編曲：大西省吾
  - フジテレビ系スポーツ情熱ソング[22]
  - フジテレビ系『村上信五∞情熱の鼓動』テーマソング[23]
  - フジテレビ系『FNS27時間テレビ にほんのスポーツは強いっ!』テーマソング[24]
3. オモイダマ -Re:8EST edition- - [4:53]
作詞：松原さらり
作曲：南田健吾
編曲：大西省吾
ブラスアレンジ：YOKAN
  - 28thシングルの再録バージョン
  - 2014ABC夏の高校野球応援ソング[33]
  - 朝日放送・テレビ朝日系『熱闘甲子園』テーマソング[34]
  - 阪神電気鉄道『甲子園駅』接近メロディ[35]
4. 前向きスクリーム! -Re:8EST edition- - [4:28]
作詞：GAKU、渡辺潤平
作曲：GAKU
編曲：久米康嵩
  - 33rdシングルの再録バージョン
  - 大塚製薬「オロナミンC」CMソング[36]
5. Re:LIVE（オリジナル・カラオケ）
6. 歓喜の舞台（オリジナル・カラオケ）

### 特典映像

#### 初回限定盤
| #         | タイトル                         | 作詞  | 作曲・編曲 | 時間  |
| --------- | -------------------------------- | ----- | ---------- | ----- |
| 1.        | 「Re:LIVE」(Music Clip)          |       |            | 4:37  |
| 2.        | 「「Re:LIVE Project」Document」  |       |            | 37:28 |
| 3.        | 「Re:LIVE」(Solo Angle 安田ver.) |       |            | 4:27  |
| 4.        | 「Re:LIVE」(Solo Angle 横山ver.) |       |            | 4:27  |
| 5.        | 「Re:LIVE」(Solo Angle 大倉ver.) |       |            | 4:27  |
| 6.        | 「Re:LIVE」(Solo Angle 村上ver.) |       |            | 4:27  |
| 7.        | 「Re:LIVE」(Solo Angle 丸山ver.) |       |            | 4:27  |
| 8.        | 「Eight × Eighter」              |       |            | 4:27  |
| 合計時間: | 合計時間:                        | 68:47 |            |       |

#### 期間限定盤A
| #         | タイトル                    | 作詞   | 作曲・編曲 | 時間   |
| --------- | --------------------------- | ------ | ---------- | ------ |
| 1.        | 「20/47 Complete Document」 |        |            | 205:14 |
| 合計時間: | 合計時間:                   | 205:14 |            |        |

#### 期間限定盤B
| #         | タイトル                       | 作詞  | 作曲・編曲 |
| --------- | ------------------------------ | ----- | ---------- |
| 1.        | 「歓喜の舞台」                 |       |            |
| 2.        | 「今」                         |       |            |
| 3.        | 「EJ☆コースター」              |       |            |
| 4.        | 「JAM LADY」                   |       |            |
| 5.        | 「Never Say Never」            |       |            |
| 6.        | 「三十路少年」                 |       |            |
| 7.        | 「キミへのキャロル」           |       |            |
| 8.        | 「メタメタ」(CHUU)             |       |            |
| 9.        | 「My Story」                   |       |            |
| 10.       | 「ふりむくわけにはいかないぜ」 |       |            |
| 11.       | 「愛に向かって」               |       |            |
| 12.       | 「ズッコケ男道」               |       |            |
| 13.       | 「友よ」                       |       |            |
| 14.       | 「無限大」(アンコール)         |       |            |
| 合計時間: | 合計時間:                      | 96:02 |            |

| #         | タイトル               | 作詞  | 作曲・編曲 |
| --------- | ---------------------- | ----- | ---------- |
| 1.        | 「歓喜の舞台」         |       |            |
| 2.        | 「今」                 |       |            |
| 3.        | 「EJ☆コースター」      |       |            |
| 4.        | 「一秒 KISS」          |       |            |
| 5.        | 「浮世踊リビト」       |       |            |
| 6.        | 「キング オブ 男!」    |       |            |
| 7.        | 「DO NA I」            |       |            |
| 8.        | 「WASABI」             |       |            |
| 9.        | 「myself」             |       |            |
| 10.       | 「My Story」           |       |            |
| 11.       | 「Faaaaall In Love」   |       |            |
| 12.       | 「キミへのキャロル」   |       |            |
| 13.       | 「ナントカナルサ」     |       |            |
| 14.       | 「夢列車」             |       |            |
| 15.       | 「友よ」               |       |            |
| 16.       | 「無限大」(アンコール) |       |            |
| 合計時間: | 合計時間:              | 91:47 |            |

## メンバー作
- 関ジャニ∞[注 6][注 5]
  - 「Re:LIVE」(作詞)

## 参加ミュージシャン
※アルバム『8BEAT』のクレジットより。
Re:LIVE
- Drums：濵﨑大地
- E Bass：宮本將行
- A Piano：佐藤真吾
- Strings：雨宮麻未子ストリングス
- E Guitar & all other Instruments：大西省吾

歓喜の舞台

## 収録作品
※再録である「オモイダマ」と「前向きスクリーム!」は該当ページを参照。

### アルバム
Re:LIVE
- 10thアルバム『8BEAT』
- 配信限定アルバム『関ジャニ∞のいろは』

※1ハーフバージョンを収録。
- 配信限定アルバム『関ジャニ∞のいろは2023』

※1ハーフバージョンを収録。

歓喜の舞台

### 映像作品

#### ライブ映像
Re:LIVE
- 20thライブDVD/Blu-ray『KANJANI'S Re:LIVE 8BEAT』

歓喜の舞台

## テレビ歌唱
Re:LIVE
- 音楽の日2020（2020年7月17日、TBS）
- THE MUSIC DAY 2020（2020年9月12日、日本テレビ）
- テレ東音楽祭2020（2020年9月30日、テレビ東京）
- 2020 FNS歌謡祭（2020年12月9日、フジテレビ）
- ミュージックステーション ウルトラSUPER LIVE 2020（2020年12月25日、テレビ朝日）
- ミュージックステーション ウルトラSUPER LIVE 2021（2021年12月24日、テレビ朝日）
- 第72回NHK紅白歌合戦（2021年12月31日、NHK総合）

歓喜の舞台

## 漫画
2025年7月9日には、J-POPと電子コミックの融合を掲げる新レーベルとして始動した『MUSIC COMIC LABELZ』（ミュージックコミックレーベルズ）の第1弾の一つとして、本作の表題曲「Re:LIVE」を原案としたコミカライズ作品が各電子書店にて配信された。全3巻。
プロジェクト全体を通し、作品は「クライマックスで、原案元の楽曲がBGMとして盛り上がる」ということを意識し、「友情」「努力」「恋愛」が共通したテーマのオリジナルストーリーとして制作された。
同プロジェクトの実施を記念し、全国6店舗のタワーレコードカフェにて、物語からイメージしたオリジナルフードやドリンクの販売のほか、オリジナルグッズも販売する同プロジェクトとのコラボレーションカフェ『SUPER COMICS CAFE』が8月から10月にかけて開催予定。

### スタッフ
- 脚本 - 石上加奈子[47]
- 画 - TUZUI[47]
- タイトルロゴ - 雷雷公社[47]
- キャラクターデザイン - 鈴ki[47]
- 原案 - SUPER EIGHT『Re:LIVE』（作詞：Eight × Eighter、作曲：zero-rock）[47]